# Therea petiveriana
Therea petiveriana är en kackerlacksart som först beskrevs av Carl von Linné 1758.  Therea petiveriana ingår i släktet Therea och familjen Polyphagidae. Inga underarter finns listade i Catalogue of Life.